# Pérols-sur-Vézère
Pérols-sur-Vézère là một xã thuộc tỉnh Corrèze trong vùng Nouvelle-Aquitaine miền trung Pháp.